# Radioactive (singel Imagine Dragons)
„Radioactive” – utwór amerykańskiego zespołu Imagine Dragons wydany 29 października 2012 roku jako drugi singel promujący debiutancki album grupy pt. Night Visions. Twórcami tekstu piosenki są Alexander Grant, Ben McKee, Josh Mosser, Daniel Platzman, Dan Reynolds oraz Wayne Sermon, natomiast za jego produkcję odpowiada Alex da Kid.
Piosenka otrzymała pozytywne recenzje od krytyków, którzy chwalili produkcję, teksty oraz wokal. Ze względu na dużą rotację w różnych reklamach i zwiastunach, piosenka stała się hitem osiągając trzecie miejsce na amerykańskiej liście Billboard Hot 100, stając się tym samym pierwszym utworem zespołu w top 10, a także trzecią najlepiej sprzedającą się piosenką w tym kraju. Utwór pobił również rekord najwolniejszego wznoszenia się do pierwszej piątki w historii tego notowania, a także jest rekordzistą w ilości tygodni spędzonych na liście wynoszącym 87 tygodni. „Radioactive” był najpopularniejszą piosenką w serwisie Spotify, zanim została wyprzedzona przez „Wake Me Upǃ” Avicii pod koniec 2014 roku.
Utwór uzyskał dwie nominacje do nagrody Grammy w kategorii Nagranie roku oraz Najlepszy występ rockowy, którą wygrał.

## Teledysk
Teledysk do singla został wyreżyserowany przez Syndrome, a jego oficjalna premiera miała miejsce 10 grudnia 2012 roku. W obrazie występują Lou Diamond Phillips oraz Alexandra Daddario.

## Notowania i certyfikaty
| Lista przebojów (2012-15)              | Najwyższa pozycja |
| -------------------------------------- | ----------------- |
| Australia (Top 50 Singles)             | 6                 |
| Austria (Ö3 Austria Top 40)            | 4                 |
| Belgia (Ultratop 50 Singles, Flandria) | 11                |
| Belgia (Ultratop 50 Singles, Walonia)  | 13                |
| Czechy (Singles Digitál Top 100)       | 8                 |
| Dania (Tracklisten)                    | 6                 |
| Francja (Top Singles & Titres)         | 28                |
| Hiszpania (PROMUSICAE)                 | 22                |
| Holandia (Single Top 100)              | 42                |
| Irlandia (Singles Chart)               | 16                |
| Japonia (Japan Hot 100)                | 77                |
| Kanada (Billboard Canadian Hot 100)    | 5                 |
| Niemcy (Media Control Charts)          | 4                 |
| Norwegia (VG-lista)                    | 2                 |
| Nowa Zelandia (Recorded Music NZ)      | 4                 |
| Słowacja (Singles Digitál Top 100)     | 40                |
| Stany Zjednoczone (Hot 100)            | 3                 |
| Szwajcaria (Singles Top 100)           | 5                 |
| Szwecja (Sverigetopplistan)            | 1                 |
| Węgry (Single (track) Top 40 lista)    | 24                |
| Wielka Brytania (UK Singles Chart)     | 12                |
| Włochy (FIMI)                          | 11                |

| Kraj                     | Certyfikat         | Sprzedaż   |
| ------------------------ | ------------------ | ---------- |
| Australia (ARIA)         | 5x Platynowa płyta | 350 000+   |
| Austria (IFPI)           | Platynowa płyta    | 30 000+    |
| Dania (IFPI)             | 4x Platynowa płyta | 15 000+    |
| Kanada (Music Canada)    | 7x Platynowa płyta | 560 000+   |
| Meksyk (AMPROFON)        | Platynowa płyta    | 60 000+    |
| Niemcy (BVMI)            | Platynowa płyta    | 300 000+   |
| Norwegia (IFPI)          | 2x Platynowa płyta | 20 000+    |
| Nowa Zelandia (RMNZ)     | 5x Platynowa płyta | 75 000+    |
| Stany Zjednoczone (RIAA) | Diamentowa płyta   | 8 234 360  |
| Szwajcaria (IFPI)        | Platynowa płyta    | 30 000+    |
| Szwecja (GLF)            | 6x Platynowa płyta | 240 000+   |
| Wielka Brytania (BPI)    | 2x Platynowa płyta | 1 200 000+ |
| Włochy (FIMI)            | 3x Platynowa płyta | 150 000+   |